# Лесни, Эндрю
Э́ндрю Ле́сни (англ. Andrew Lesnie; 1 января 1956, Сидней — 27 апреля 2015, там же) — австралийский кинооператор. Лауреат премий «Оскар» за фильм «Властелин колец: Братство Кольца» и BAFTA за картину «Властелин колец: Возвращение короля».

## Биография
Эндрю Лесни родился 1 января 1956 года в Сиднее, Австралия. Учился в Австралийской школе кино, телевидения и радио. Его первой работой стало шоу Simon Townsend's Wonder World (1979). Первым фильмом Эндрю стала картина 1980 года «Возвращение». До 1995 года Лесни снял ещё 18 малоизвестных фильмов и сериалов, а затем получил работу в ленте «Бэйб: Четвероногий малыш». В 1998 вышло продолжение фильма — «Бэйб: Поросёнок в городе». В 2001 году Эндрю Лесни снял свой первый фильм с кинорежиссёром Питером Джексоном. С 2001 по 2003 год вышла кинотрилогия «Властелин колец». За первую часть — «Властелин колец: Братство Кольца» — Лесни получил «Оскар», за последнюю — «Властелин колец: Возвращение короля» — премию BAFTA.
После этого Эндрю работал над известными картинами — «Кинг-Конг», «Я — легенда», «Милые кости», «Повелитель стихий» и «Восстание планеты обезьян».
Перед смертью работал над предысторией «Властелина колец», кинотрилогией «Хоббит». Последним фильмом Лесни стал режиссёрский дебют Рассела Кроу «Искатель воды», премьера которого состоялась в конце 2014 года.
Эндрю Лесни одновременно состоял в двух обществах кинооператоров — австралийском и американском.
Умер от сердечного приступа 27 апреля 2015 года в возрасте 59 лет.

## Фильмография

### Операторские работы
- 1980 — Возвращение
- 1983 — Stations
- 1984 — Bodyline
- 1984 — Fantasy Man
- 1985 — Unfinished Business
- 1985 — Emoh Ruo
- 1986 — Fair Game
- 1987 — Век невежества
- 1987 — Australian Dream
- 1987 — Мельба
- 1989 — Преступники
- 1989 — Парни с острова
- 1989 — Rainbow Warrior Conspiracy
- 1989 — Saint: Fear in Fun Park
- 1990 — More Winners: Mr Edmund
- 1992 — Девушка, которая опоздала
- 1993 — Искушение монаха
- 1993 — Прошлое, которое убивает
- 1994 — Spider & Rose
- 1995 — Бэйб: Четвероногий малыш
- 1996 — Украденные сердца
- 1997 — Хороший день для Пэтси Клейн
- 1998 — Бэйб: Поросёнок в городе
- 1998 — Сахарный завод
- 2001 — Властелин колец: Братство Кольца
- 2002 — Властелин колец: Две крепости
- 2003 — Властелин колец: Возвращение короля
- 2004 — Братья-соперники
- 2005 — Кинг-Конг
- 2007 — Я — легенда
- 2008 — The Rolling Stones. Да будет свет
- 2009 — Прекрасный новый день
- 2009 — Милые кости
- 2010 — Повелитель стихий
- 2011 — Восстание планеты обезьян
- 2011 — Resistance
- 2012 — Хоббит: Нежданное путешествие
- 2013 — Хоббит: Пустошь Смауга
- 2014 — Хоббит: Битва пяти воинств
- 2014 — Искатель воды

### Актёр
- 2003 — Long and Short of It
- 1985 — Unfinished Business